# Parafia Trójcy Przenajświętszej w Rajsku
Parafia pw. Trójcy Przenajświętszej w Rajsku – parafia rzymskokatolicka w dekanacie Jawiszowickim diecezji bielsko-żywieckiej.
Erygowana w 1951. Przy parafii działają grupy: Rada Parafialna, Koła Różańcowe, Schola.